# Chad Hurley
Chad Meredith Hurley (sinh ngày 1 tháng 1 năm 1977) là người đồng sáng lập và là cựu CEO của website chia sẻ video nổi tiếng YouTube. Tháng 6 năm 2006, Hurley được bình chọn ở vị trí thứ 28 trên danh sách Business 2.0's "50 People Who Matter Now". Tháng 10 năm 2006, Hurley và Steve Chen bán YouTube cho Google với giá 1,65 tỉ dollar Mỹ.
Hurley đã từng làm việc cho PayPal của eBay (một trong những công việc của anh liên quan đến việc thiết kế logo đầu tiên cho PayPal) trước khi bắt đầu với YouTube cùng những người bạn đồng nghiệp tại PayPal là Steve Chen và Jawed Karim.
Hurley chịu trách nhiệm chính cho phần tagging và diện mạo bên ngoài của video trên YouTube.

## Tiểu sử

### Thuở nhỏ
Chad là đứa con thứ hai của Don và Joann Hurley, lớn lên ở gần Birdsboro, Pennsylvania. Chad có hai anh chị em ruột, một người chị gái là Heather và một người em trai là Brent. Ngay từ nhỏ, Chad đã sớm thể hiện sự quan tâm đối với nghệ thuật, trở nên yêu thích máy tính và truyền thông điện tử trong khi đang học trung học.
Chad là người tham dự nổi trội của chương trình xuyên quốc gia của trường trung học Twin Valley. Anh đã thắng hai danh hiệu PIAA State của chương trình này khi là thành viên vào năm 1992 và 1994. Chad cũng là thành viên của Hiệp hội học sinh mảng công nghệ (Technology Student Association) khi đang học trung học. Chad tốt nghiệp từ trường trung học Twin Valley, Elverson vào năm 1995 và tiếp tục học để nhận bằng B.A trong môn hội họa từ trường Đại học Indiana of Pennsylvania vào năm 1999.

### Ở PayPal
Khi đang học nhằm tốt nghiệp đại học, Hurley nghe về một công ty mới là PayPal, tại thời điểm đó được dùng để giúp người dùng PDA gửi tiền cho nhau. Hurley đã gửi hồ sơ lý lịch của mình và được tham gia buổi phỏng vấn xin việc. Sau khi đáp máy bay tới California, Hurley được yêu cầu thể hiện khả năng của mình thông qua việc thiết kế một logo. Và chính logo đó của anh đã được Paypal chọn là logo của mình trong nhiều năm.
Trong thời gian làm việc cho PayPal, Hurley đã gặp Steve Chen và Jawed Karim, hai kỹ sư của PayPal, những người mà Hurley đã nói chuyện về một vài ý tưởng kinh doanh. Năm 2002, khi eBay mua lại Paypal với giá 1,54 tỷ dollar Mỹ, Hurley được hưởng một phần lợi tức mà anh dùng để bỏ vốn cho tương lai rủi ro của công ty. Một sự kết nối khác giúp công ty thoát khỏi tương lai rủi ro là mối liên hệ của họ với Roelof Botha, CFO cũ của PayPal.

### Ở YouTube
Ngày 16 tháng 10 năm 2006, Chen và Hurley đã bán YouTube cho Google với giá 1,65 tỷ dollar Mỹ. Wall Street Journal thông báo rằng cổ phần của Hurley trong số tiền 1,65 tỷ đô-la Mỹ có được do bán YouTube là 345,6 triệu dollar Mỹ khi cổ phần cuối cùng của Google ngày 7 tháng 2 năm 2007 có trị giá 470,01 dollar Mỹ. Hurley nhận trực tiếp 694.087 dollar Mỹ cổ phần của Google và một phần khác trị giá 41.232 dollar Mỹ trong tương lai. Thông báo của tờ Journal là dựa trên bản tuyên bố đăng ký của Google với SEC filed ngày 7 tháng 2 năm 2007. Hurley không còn là CEO của YouTube từ tháng 10 năm 2010, thay vào đó sẽ tiếp tục là người cố vấn cho YouTube. Người thay thế Hurley cho chức CEO của YouTube là Salar Kamangar.

## Giải đua xe công thức một (2009 – nay)
Chad là một nhà đầu tư lớn của đội đua US F1, một trong những đội đua mới của mùa giải 2010. Ngày 2 tháng 3 năm 2010, toàn bộ nhân viên của đội đua bị giải tán và đội đua chính thức bị đóng cửa. Hurley đang cố gắng đầu tư vào F1 thông qua một đội đua khác.

## Cuộc sống cá nhân
Hurley kết hôn với Kathy Clark, con gái của nhà thầu khoán nổi tiếng ở thung lũng silicon – Jim Clark. Họ có hai đứa con.